# 王为霖
王为霖（1908年—1981年），男，1908年6月29日生，别号 用吾， 湖北省黄陂王家河木兰山边王家大湾人，中华民国陆军少将。
黄埔军校第六期。中央陆军大学参谋班西北班第八期。在抗日战争中参与了著名战役淞沪会战，在继1937年8月13日的淞沪会战后，参与了1937年12月中旬的南京保卫战，是抗日战争时期最为惨烈的重大战事。王为霖少将在此期间任职陆军第九十二军司令部参谋处处长。之后任第二绥靖区司令部高级参谋兼副参谋长，在莱芜战役中被俘。1959年大赦后回到家乡王家河。 在文化大革命期间，没有受到太多影响。 之后有已是共产党高官的以前旧部去他家乡拜访过他，并带给他一些物质帮助，他拒绝了，等到改革开放不久后便去世了。
20岁时考入军事委员会交通技术学校就读，同年该校并入南京中央陆军军官学校（即黄埔军校），就读第六期第一总队交通兵科第二中队学习。毕业后历任国民革命军陆军步兵团排长，连长，营长。27岁时被国民政府军事委员会铨叙厅颁令叙任陆军步兵少校。抗日战争爆发后，率部参加淞沪会战。34岁时奉派入陆军大学参谋班西北班第八期学习，35岁毕业。37岁被国民政府军军事委员会铨叙厅颁令叙任陆军交通兵上校。39岁时任徐州绥靖主任（顾祝同）公署第二绥靖区司令（王耀武）部高级参谋兼少将副参谋。在此期间，曾在中央陆军大学任教。

同族人：清代礼部尚书王泽宏、中将王安澜。